# Erwin Muermann
Erwin Muermann (* 7. Juli 1901 in Bielefeld, † unbekannt) war ein deutscher Jurist und Raumplaner der nationalsozialistischen Reichsstelle für Raumordnung. Nach 1945 wurde er der erste geschäftsführende Leiter des Bad Godesberger Instituts für Raumforschung.

## Privates
Erwin Muermann war evangelisch, verheiratet und hatte ein Kind.

## Ausbildung
Nach dem Besuch des Gymnasiums in Barmen (1911–1919) legte Muermann am 20. Mai 1919 die Reifeprüfung ab. Er begann eine Banklehre beim Barmer Bankverein (bis Sommer 1922).

## Berufseinstieg, Studium, Parteifunktionen
Beim Barmer Bankverein arbeitete Muermann von Juli 1922 bis zum Frühjahr 1924 als Bankbeamter, dann wurde er nach eigenen Angaben Mitinhaber der Firma „Köhler und Muermann“ in Wuppertal-Barmen (bis 1926). Danach begann er ein Studium der Rechtswissenschaften an den Universitäten Köln und Bonn, das er zunächst mit der 1. Juristischen Prüfung und der Promotion in Köln beendete (Dr. jur. am 11. Dezember 1931). Die große Staatsprüfung bestand er am 4. Januar 1935. Dazwischen lag eine freiwillige militärische Diensttätigkeit beim „Grenzschutz Ost“ (Schlesien). Zum 1. April 1933 trat Muermann in die NSDAP ein (Mitgliedsnummer 1.709.820), amtierte als Zellenleiter einer Ortsgruppe der NSDAP und war Mitglied diverser NS-Unterorganisationen (NSV, NSRB, RLB, NSFK). Zwischen 1931 und 1935 war Muermann amtlich bestellter Vertreter zweier Rechtsanwälte in Wuppertal-Barmen.

## Berufstätigkeiten in der NS-Raumplanung
Im September 1935 trat Muermann zunächst als wissenschaftlicher Hilfsarbeiter in die Reichsstelle für Raumordnung (RfR) ein. Im Dezember 1937 erfolgte seine Beförderung zum Regierungsrat innerhalb der RfR. Muermann leitete das Referat III Die allgemeinen Rechtsangelegenheiten innerhalb der Zentralabteilung der RfR. 1939 berief ihn Reichsminister Hanns Kerrl zum persönlichen Referenten des Staatssekretärs Hermann Muhs (RfR); nach eigenen Angaben wurde Muermann jedoch im gleichen Jahr noch kurzfristig zum Kriegseinsatz eingezogen. Von Februar 1940 bis zum September des gleichen Jahres folgte Muermann den bereits in Krakau wirkenden ehemaligen Berliner RfR-Mitarbeitern Hansjulius Schepers und Heinrich Siemer nach: Muermann trat auf Weisung der RfR in das Amt für Raumordnung des Distrikts Krakau als leitender Mitarbeiter ein (siehe auch Hans Graul). Ende September 1940 wurde Muermann zur „Dienstleistung bei dem Chef der Zivilverwaltung im Elsaß abgeordnet.“

## Nach 1945
Am 23. August 1948 wurde Muermann im Rahmen seines Entnazifizierungsverfahrens entlastet. Er setzte sich – wie unter den damaligen Raumordnungsexperten vielfach üblich – für die Entlastung anderer Mitarbeiter der NS-Raumordnung ein; in diesem Fall für seinen ehemaligen Vorgesetzten Hermann Muhs.
Beruflich trat Erwin Muermann der von Kurt Brüning als Rechtsnachfolgerin der Reichsarbeitsgemeinschaft für Raumforschung ab 1946 aufgebauten Akademie für Raumforschung und Landesplanung (ARL) bei. Der Historiker Oliver Werner bezeichnet Muermann als „Brünings wichtigsten überregionalen Mitarbeiter“ in dieser Anfangszeit der ARL.:167 Nach der Historikerin Ariane Leendertz hat Erwin Muermann auf Bitte von Kurt Brüning von Juli 1948 an das Projekt vorangetrieben, "die Akademie dem Statistischen Amt des Vereinigten Wirtschaftsgebietes anzugliedern".:252 Was dann 8 Monate später auch geschah (30. März 1949).
Aber nicht nur in Hannover, auch in dem sich neu bildenden Bundesland Nordrhein-Westfalen formierten sich die Protagonisten der „Raumordnung“ neu. Erwin Muermann, der in Münster wohnte, baute unter der Hand Verbindungen zur Planungsszene in NRW auf, namentlich zu dem Landesplaner Stephan Prager, den „mit Brüning eine offene Feindschaft verband“.:233 Es kam im März 1949 zum endgültigen Zerwürfnis zwischen Muermann und Kurt Brüning, der zudem kein einfacher Vorgesetzter war. Muermann verließ die ARL noch vor Gründung der Bundesrepublik.:56f., 162f. Mit der Gründung des Bad Godesberger Instituts für Raumforschung (IfR) im Sommer 1949 trat Erwin Muermann dieser Institution bei und wurde ihr erster geschäftsführender Leiter (1949–1951). Der anfänglich starke Konkurrenzkampf zwischen IfR und ARL ging nicht zuletzt auf Muermann zurück. Noch unter Muermann schwenkte das IfR hin zu den Themen Flüchtlinge und ihre Eingliederung. Immer noch (1951) sah Muermann eine angebliche Raumnot in der Bundesrepublik Deutschland und betonte die Rolle der Raumforschung als politische Wissenschaft.:243, 268 Muermann verließ das IfR nach zwei Jahren ebenfalls nicht freiwillig: Der Bundesrechnungshof monierte das Finanzgebaren des Instituts. Der Volkswirt Erich Dittrich löste Erwin Muermann nach diesem Finanzskandal um den Bundestagsabgeordneten Hans-Joachim von Merkatz im Jahr 1951 ab. Damit war Muermanns Karriere in der Raumplanung beendet und seine Spuren verloren sich weitgehend.

## Schriften (Auswahl)
- Die Einführung des Rechts der Raumordnung und Reichsplanung in den sudetendeutschen Gebieten. In: Raumforschung und Raumordnung, Heft 12, 1938.
- Die Landesplanung in Deutschland : Rückblick und Ausblick. In: Zeitschrift für Raumforschung (1950), 1/2, S. 3–6.
- Raumordnung und Landesplanung. Sonderdruck. - Bonn : Institut für Raumforschung, 1951 (auch: Der Wirtschaftsdienst 31 (1951), 17–23).
- Die Konkurrenz von Bürgschaft, Hypothek und Pfand. Plasnick, Großenhain 1932 (= Köln, Univ., Dissertationsschrift., 1932).